# Isola del Padre
L'isola del Padre (in inglese Padre Island) è un'isola degli Stati Uniti, sulla costa meridionale del Texas. Con una superficie di quasi 542 chilometri quadrati è l'isola più grande del Texas e la seconda per estensione degli Stati Uniti continentali, dopo Long Island.

## Geografia
Situato alle coordinate 26°49'54 nord e 97°24'08 ovest, l'isola è di forma allungata, e funge da barriera contro l'erosione dal Golfo del Messico e costituisce il banco di sabbia più lungo degli Stati Uniti, misurando circa 210 km. Corre parallela alla costa del Texas da cui è separata dalla Laguna Madre. A est è situato il golfo del Messico. A nord si trova Mustang Island, e a sud la località turistica di South Padre Island. Più a sud si trova Brazos Island.
Nel complesso, l'isola è scarsamente popolata e la sua parte centrale è una riserva naturale.
L'isola è divisa tra cinque contee texane (Cameron, Kenedy, Kleberg, Nueces, e Willacy).
L'isola è relativamente di recente formazione, non più di qualche migliaio di anni.